# Cesare Benvenuti
Cesare Donato Benvenuti (Montodine, 1669 – Napoli, 1746) è stato un filosofo e teologo italiano, a partire dal 1708 ricoprì la carica di abate generale lateranense.
Fece stampare un'opera sulla vita di Sant'Agostino e una traduzione in italiano della Città di Dio

## Biografia
Cesare Benvenuti nacque dal conte Girolamo Benvenuti e dalla contessa Domitilla Scotti di Piacenza. La prima istruzione fu nella casa paterna di Crema, successivamente nelle scuole tenute dai Barnabiti. All'età di 16 anni volle seguire l'esempio dei suoi due fratelli entrando nella vita ecclesiastica prendendo l'abito della Congregazione lateranense a San Leonardo di Verona. Dopo sette anni di studi di filosofia e teologia venne nominato lettore e come tale risiedette in varie città. Nel 1708 a Roma venne dichiarato abate perpetuo privilegiato con l'incarico di presiedere alla Congregazione dei casi di coscienza e di emanare i giudizi relativi. Per questo suo incarico che esercitò per otto anni crebbe la sua fama di teologo tanto che dal cardinale Barberini lo volle accanto a sé come teologo ed esaminatore sinodale. Benvenuti fu anche postulatore della cause dei santi e si adoperò in particolare per la beatificazione del venerabile Pietro Fererio che fu beatificato da papa Benedetto XIII.
Cesare Benvenuti era anche dotato di particolari capacità diplomatiche tanto da ricevere incarichi in tal senso in Germania e a Vienna. Assieme a questi ufficii curiali Benvenuti esercitò anche le pratiche caritative della sua ordinazione sacerdotale visitando e prendendosi cura dei poveri e degli ammalati. Trasferitosi da Roma a Napoli fu colpito da apoplessia e quivi morì nel 1746.

## Opere
- Vita del gloriosissimo padre santo Agostino, vescovo e dottore di S.Chiesa - Stamperia Barberina 1723
- Discorso Storico-Cronologico-Critico della vita comune dei chierici de' primi sei secoli della Chiesa - Stamperia di Antonio de Rossi 1728
- La città di Dio, opera del gran padre s. Agostino vescovo d'Ippona, tradotta nell'Idioma italiano - Stamperia di Antonio de Rossi 1743.